# Amadeus van Genève-Die

Kathedraal van Lausanne, waar Amadeus kanunnik was

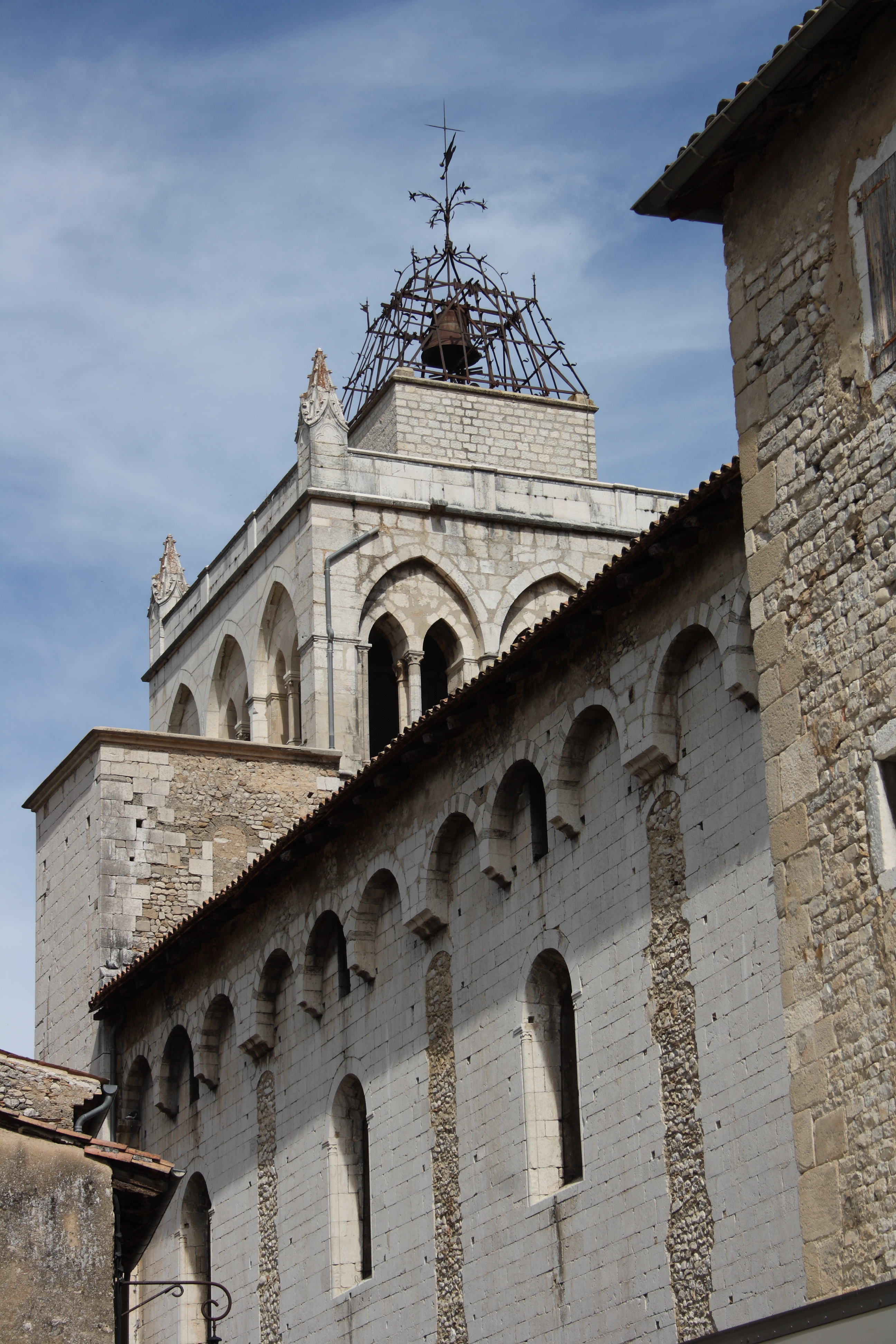
Kathedraal van Die, ingewijd door Amadeus

Amadeus van Genève-Die (graafschap Genève begin 13e eeuw – Die, 1276) was de laatste graaf-bisschop van Die, namelijk van 1245 tot zijn dood in 1276.  Hij wijdde nog net de afgewerkte kathedraal van Die in. Zowel het graafschap Genève als het bisdom Die waren deel van het Rooms-Duitse Rijk.

## Levensloop
Amadeus was een telg van het grafelijk huis van Genève. Hij was de zoon van Willem II van Genève en Alix de La Tour du Pin. Hij was werkzaam als kanunnik in de Onze-Lieve-Vrouwekathedraal van Lausanne vanaf het jaar 1247. Hij behoorde tot de keizerlijke clan in Lausanne die Bonifatius van Brussel, bisschop van Lausanne, tot ontslag dwong. Dit leidde tot de terugkeer van Bonifatius naar het hertogdom Brabant. 
Paus Innocentius IV benoemde Amadeus tot graaf-bisschop van Die (1245). Als leenman in het bisdom had Amadeus op zijn beurt zijn neef, Guigues VII graaf van de Dauphiné van Viennois, kortweg Dauphiné genoemd. Zelf nam hij in eigen bezit - dus niet voor de Dauphiné - Valdrôme en Vercors. 
In 1250 wijdde Amadeus de afgewerkte Onze-Lieve-Vrouwekathedraal van Die in. Kort nadien, in 1252, overleed zijn vader, Willem II van Genève. De erfeniskwestie sleepte aan tot 1253. Amadeus had het moeilijk de bemoeienissen van graaf van de Dauphiné af te slaan. Het kwam bijna tot een openlijke oorlog met Guigues VII. In 1253 nam zijn oudere broer Rudolf, graaf van Genève, de erfeniskwestie volledig in handen.
In 1274 nam Amadeus deel aan het Tweede Concilie van Lyon, op vraag van paus Gregorius X. 
Amadeus stierf in 1276. Het graaf-bisdom Die werd opgeheven. Paus Gregorius X voegde de graaf-bisdommen van Die en Valence samen; zodoende konden de bisschoppen beter stand houden tegen de opdringerige graven van Valence.